# Catherine Hardy
Catherine Hardy-Lavender, detta Cathy (Carrollton, 8 febbraio 1930 – Atlanta, 8 settembre 2017), è stata una velocista statunitense, campionessa olimpica della staffetta 4×100 metri ai Giochi di Helsinki 1952.

## Palmarès
| Anno | Manifestazione  | Sede     | Evento      | Risultato        | Prestazione | Note            |
| ---- | --------------- | -------- | ----------- | ---------------- | ----------- | --------------- |
| 1952 | Giochi olimpici | Helsinki | 100 m piani | Quarti di finale | 12"1        |                 |
| 1952 | Giochi olimpici | Helsinki | 200 m piani | Semifinale       | 24"7        |                 |
| 1952 | Giochi olimpici | Helsinki | 4×100 m     | Oro              | 45"9        | Record mondiale |